# Jan Hradil
Jan Hradil (* 28. září 1952 Semily) je český duchovní, který od 1. března 2000 zastává funkci bratislavského biskupa Církve československé husitské (CČSH).

## Život
Po studiu Husovy československé bohoslovecké fakulty a kněžském svěcení (1975) sloužil jako farář v Náměšti nad Oslavou (1976–1982), Moravské Třebové (1983–1984), Mělníku (1984–1988) a v Bratislavě (od r. 1988). Z této pozice a dále jako generální vikář pro Slovensko (1990–2000) a po ustavení bratislavské diecéze její první biskup (od r. 2000) měl po zákazu činnosti CČSH na Slovensku (1938–1945) a provizorií (po r. 1945) zásadní podíl na obnově a rozvoji CČSH na Slovensku, kde ji etabloval též na ekumenické úrovni a ve vztahu k samostatnému státu (po r. 1993). Inicioval budování sídla diecéze s modlitebnou v Jozefské ulici v Bratislavě.
Aktivně vstupuje do celocírkevního dění jako předseda legislativně-právního výboru od (r. 2005) i v diecézích olomoucké a pražské, jejímž byl správcem (2007–2008).
Žije v Újezdu u Brna, jehož byl dlouholetým starostou (2002–2018); rozvoj obce v té době dokládá její povýšení na město (2005). Je spoluautorem publikace Město Újezd u Brna: historie a současnost (2006).
V Brně působil v pozici člena vědecké rady farmaceutické fakulty (2014–2018) a etické komise Fakultní nemocnice v Bohunicích.